# 투모로랜드 (디즈니)
투모로랜드(Tomorrowland)는 디즈니 테마파크에 있는 테마랜드 중 하나이다.
월트 디즈니 컴퍼니가 소유하거나 라이선스를 부여한 전 세계의 모든 매직 킹덤 스타일 디즈니 테마 파크에 등장하는 많은 테마 랜드 중 하나이다. 지역마다 버전은 차이가 있으며 미래의 전망을 묘사하는 수많은 볼거리를 제공한다. 파리의 디즈니랜드 파크에는 다른 투모로랜드와 일부 요소를 공유하지만 Jules Verne에서 영감을 받은 미래의 비전을 강조하는 디스커버리랜드라는 유사한 영역이 있다.
월트 디즈니는 미래주의적 견해로 유명했으며 텔레비전 프로그램을 통해 세계가 어떻게 미래로 나아가고 있는지 미국 대중에게 보여주었다. 투모로랜드는 그의 견해가 실현된 절정이었다. 그 견해는 다음과 같다: "내일은 멋진 시대가 될 수 있다. 오늘날 우리 과학자들은 우리 어린이와 다음 세대에게 도움이 될 성취를 위해 우주 시대의 문을 열고 있다. 투모로랜드 어트랙션은 여러분이 우리 미래의 살아있는 청사진인 모험이 될 것이다."
디즈니랜드의 투모로랜드는 현재 3세대, 매직 킹덤의 투모로우랜드는 2세대다. 월트 디즈니 컴퍼니는 투모로랜드가 예스터데이랜드(Yesterdayland)가 되는 것을 막고 싶다고 언급했다.